# Salpichroa dependens
Salpichroa dependens là loài thực vật có hoa trong họ Cà. Loài này được (Hook.) Miers miêu tả khoa học đầu tiên năm 1845.